# Lasianthus latifolius
Lasianthus latifolius är en måreväxtart som beskrevs av Carl Ludwig von Blume och Friedrich Anton Wilhelm Miquel. Lasianthus latifolius ingår i släktet Lasianthus och familjen måreväxter.
Artens utbredningsområde är Java. Inga underarter finns listade i Catalogue of Life.